# Halictus fatsensis
Halictus fatsensis är en biart som beskrevs av Blüthgen 1936. Halictus fatsensis ingår i släktet bandbin, och familjen vägbin. Inga underarter finns listade i Catalogue of Life.